# Iglesia de Nuestra Señora de la Candelaria (Caracas)
La Iglesia de Nuestra Señora de la Candelaria o simplemente Iglesia de la Candelaria es el nombre que recibe un reconocido edificio religioso afiliado a la Iglesia Católica que se encuentra en el centro histórico de Caracas, Venezuela, concretamente en la Plaza La Candelaria - Urdaneta, y limitado al sur por el Edificio París.
El templo sigue el rito romano o latino y depende eclesiasticamente del arciprestazgo de la Catedral una subdivisión de la Archidiócesis de Caracas. La veneración a la Virgen de La Candelaria en Venezuela tiene sus orígenes en el inmigración canaria al país, por lo que en 1708 se levantó la iglesia dedicada a la Virgen María en el lugar. La iglesia además tiene especial importancia pues allí reposan los restos mortales del Doctor José Gregorio Hernández  descendiente de Canarios, uno de los médicos más conocidos del país y un símbolo del catolicismo local que recibió en 1986 el título de Venerable por parte del papa Juan Pablo II.

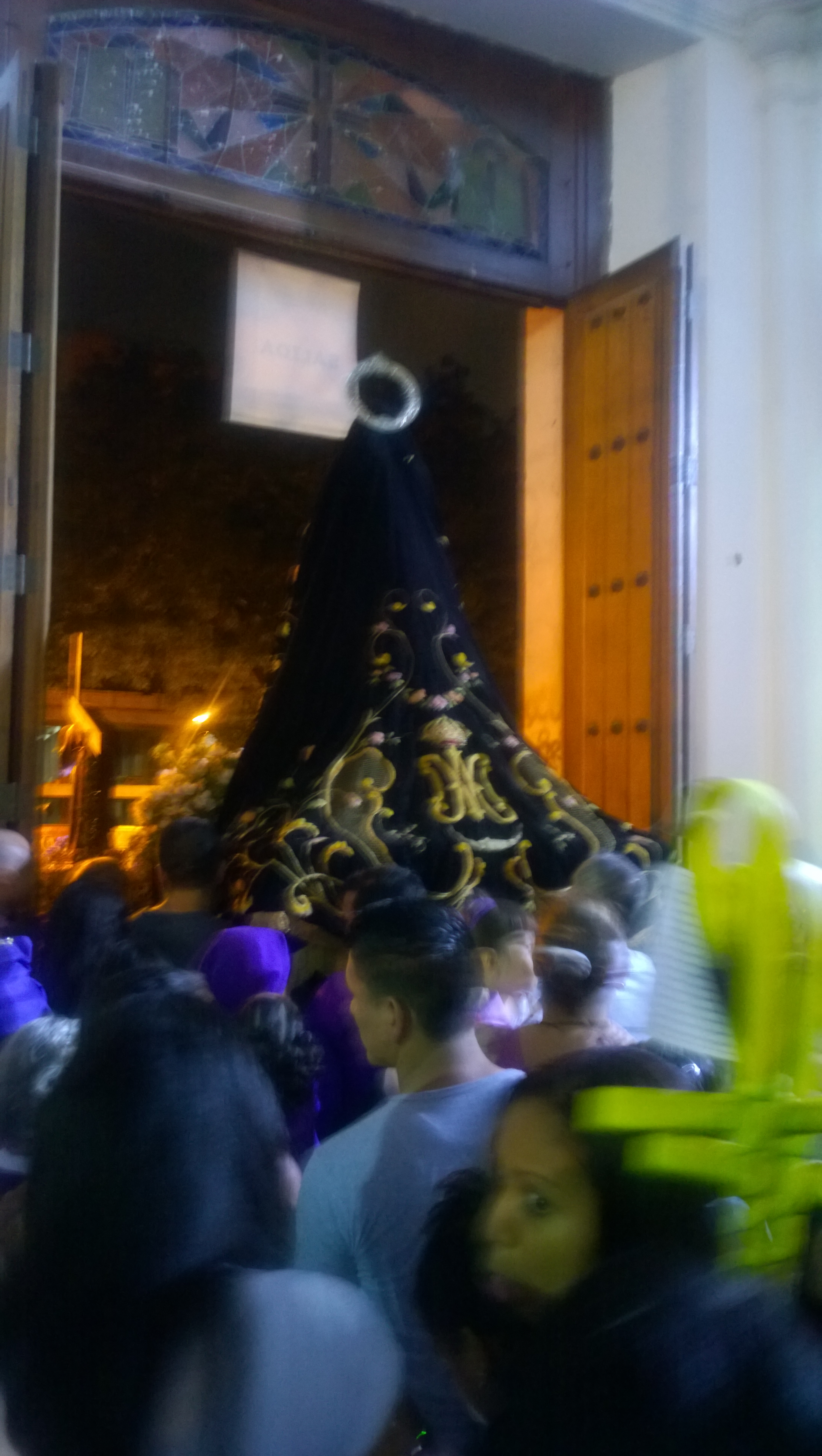
procesión con la imagen de la Virgen

Esta bajo la responsabilidad pastoral del Pbro. Geraldino Barracini. Durante la fiesta anual de la Virgen de la Candelaria la imagen de la virgen es sacada en procesión por la parroquia, con una misa que es presidía por sacerdotes locales y en ocasiones por el propio Cardenal y obispo de Caracas.